# بیابان جوراب

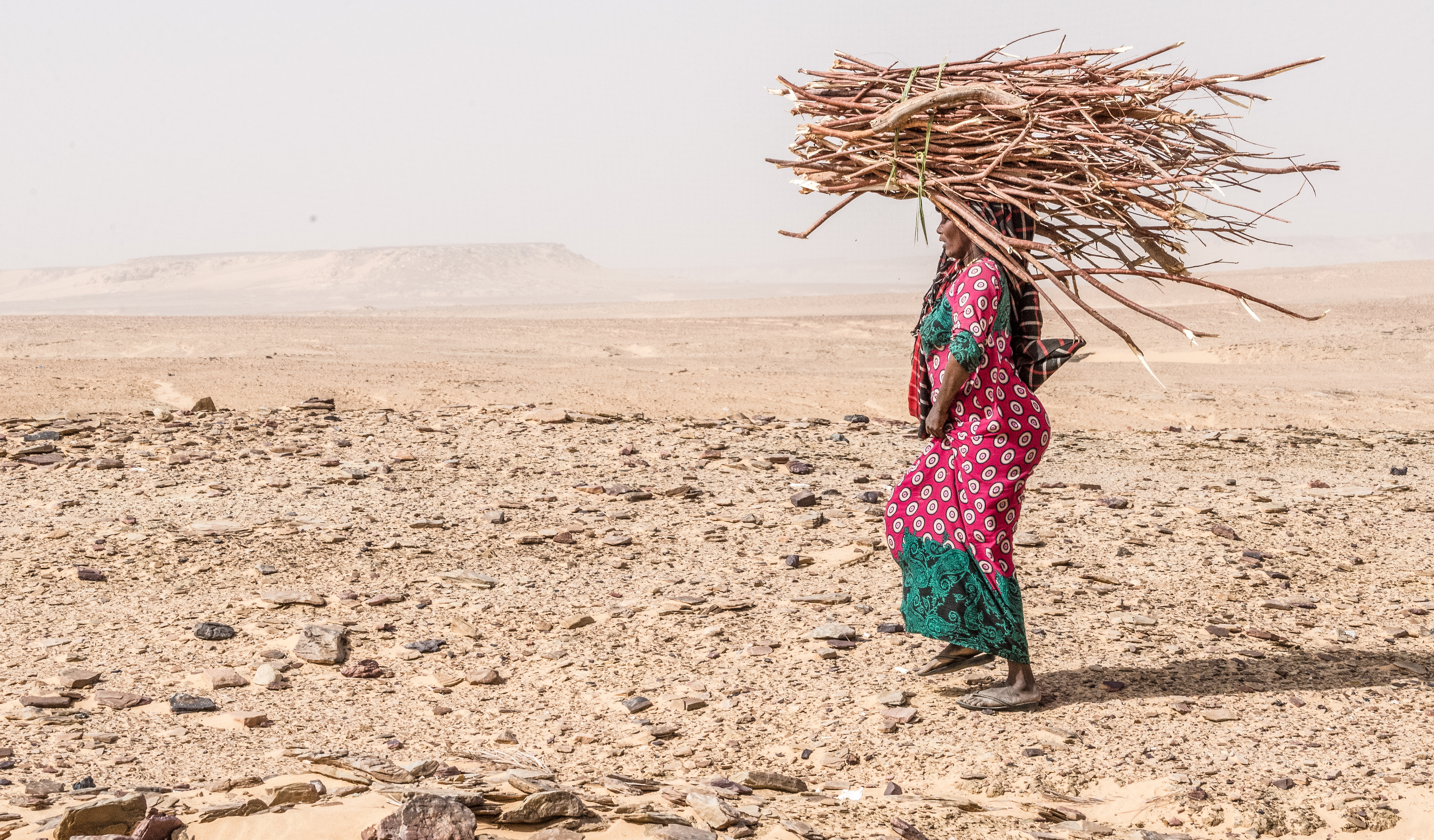
زنی درحال حمل هیزم در بیابان جوراب

بیابان جوراب، بیابانی در شمال چاد است که تاکنون سنگواره‌های فراوانی در آن یافت شده‌است که از آن جمله می‌توان به سنگوارهٔ انسان‌سایان اشاره کرد؛ این سنگواره ساهلانترپوس چادنسیس نام گرفت. چندی بعد گفته شد این سنگواره مربوط به جانور کپی است.